# Rafał Anioła
Rafał Anioła (ur. 1 grudnia 1931 w Siedlcach, zm. 11 stycznia 2001 w Szczecinie) – polski piłkarz. Występował na polskich boiskach (Lech Poznań, Stal Mielec, Stal Rzeszów, Pogoń Szczecin, Arka Gdynia).